# Campus France
Campus France ist eine öffentliche Einrichtung des französischen Außenministeriums. Das Informationsbüro betreibt im Ausland Werbung für das französische Hochschulsystem.

## Geschichte
Die Einrichtung wurde 1998 unter dem Namen EduFrance gegründet. 2011 wurde der Zusammenschluss an die nationale Agentur für die Promotion des französischen Hochschulsystems im Ausland vereinbart.

## Campus France Deutschland
Das Infobüro Campus France Deutschland berät Schüler, Studierende, Eltern und öffentliche Einrichtungen über das Studium in Frankreich. Die Infobüros sind ein Service der Französischen Botschaft in Deutschland und sind sowohl im Berliner und Stuttgarter Institut français als auch in München (BayFrance) zu finden. Sie gehören zum Netzwerk der Hochschulattachés in Deutschland.